# Гай Валгий Руф
Гай Валгий Руф (на латински: Gaius Valgius Rufus) е поет и политик на ранната Римска империя.
Той е приятел на Хораций и Меценат. Хораций му посвещава девет или десет книги. През 12 г. пр.н.е. е избран за суфектконсул.

## Негови фрагменти
- Elegiae maerorem Mystes amici canunt
- De medicina herborum ad Augustum (opus non perfectum est)
- Epigrammata
- „teχnη“, opus Apollodori, in Latinum translatum Quintilianus laudavit.
- De rebus per epistulam quaesitis (libris duobus aut pluribus)